# Rimellopsis powisii
Rimellopsis powisii (nomeada, em inglês, Powis's tibia) é uma espécie de molusco gastrópode marinho pertencente à família Rostellariidae (antes entre os Strombidae). Foi classificada por Petit de la Saussaye, em 1840; denominada Rostellaria powisii no texto "Description de deux espèces de coquilles nouvelles, appartenant aux genres Rostellaria et Murex", publicado na Revue Zoologique, par la Société Cuviérienne, páginas 326-327, sendo a única espécie do seu gênero (táxon monotípico); no século XX colocada no gênero Tibia. É nativa do oeste do oceano Pacífico, do sul do Japão até China (sua localidade-tipo) e chegando ao Sudeste Asiático, incluindo Filipinas, a Nova Guiné, o nordeste da Austrália (Queensland) e as costas da Nova Caledônia.

## Descrição da concha e hábitos
Concha de coloração alaranjada ou amarelada a branca e atingindo os 7.5 centímetros de comprimento e 10 voltas, quando desenvolvida; alongada, de espiral alta e bem aparente; com superfície dotada de anéis espirais visíveis em suas voltas. Seu canal sifonal é delicado, alongado, reto ou ligeiramente curvo. O Lábio externo é branco e engrossado, contendo 5 prolongamentos destacados, em forma de pequenas ondas. Columela e interior da abertura de coloração branca.

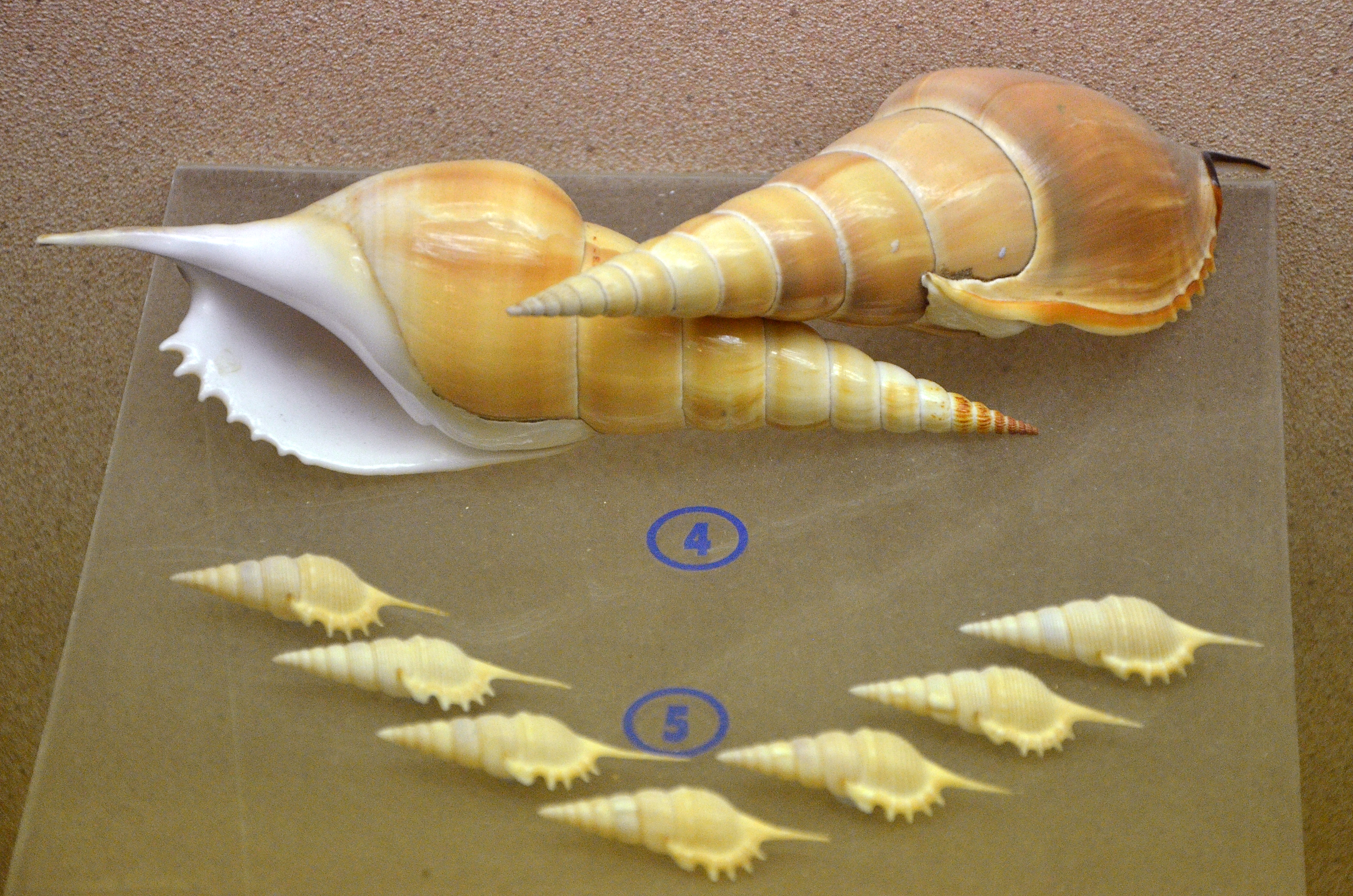
Fotografia de conchas da espécie R. powisii, em museu de Phuket; ao fundo, dois espécimes de Tibia insulaechorab.

É encontrada em águas profundas.